# Thomas Borsch
Thomas Borsch (geboren am 18. Februar 1969 in Königstein im Taunus) ist ein deutscher Botaniker. Seit März 2008 ist er Professor für Systematische Botanik und Pflanzengeographie an der Freien Universität Berlin und Leitender Direktor des Botanischen Gartens und Botanischen Museums Berlin-Dahlem der Freien Universität. Sein botanisches Autorenkürzel lautet „Borsch“.

## Leben
Thomas Borsch studierte im Fach Biologie von 1992 bis 1996 an der Johann Wolfgang Goethe-Universität Frankfurt am Main und der Rheinischen Friedrich-Wilhelms-Universität Bonn, wo er im Jahr 2000 promoviert wurde. Bereits während seines Studiums war er Wissenschaftlicher Mitarbeiter in Teilzeit am Forschungsinstitut Senckenberg in Frankfurt. Nach seinem Diplom ging er von 1997 bis 1999 als Visiting Scientist und Stipendiat der Studienstiftung des deutschen Volkes an die Virginia Polytechnic Institute and State University (Virginia Tech), USA. Die Promotion erfolgte während seiner Tätigkeit am Botanischen Institut der Universität Bonn von 1999 bis 2000, danach ging er bis 2005 als Wissenschaftlicher Assistent an das Nees-Institut für Biodiversität der Pflanzen, das ebenfalls zur Friedrich-Wilhelms-Universität Bonn gehört.
Von 2005 bis 2007 war er Privatdozent am Nees-Institut und Leiter des Labors für Molekulare Systematik, 2006 bis 2007 zudem Heisenberg-Stipendiat der Deutschen Forschungsgemeinschaft (DFG). Seit 2007 ist Borsch Sachverständiger der Kommission für Botanik an der Akademie der Wissenschaften und der Literatur in Mainz. Im selben Jahr erfolgte der Ruf auf den Lehrstuhl für Biodiversität und Evolution der Pflanzen an der Carl von Ossietzky Universität Oldenburg sowie zum Leiter des dortigen Botanischen Gartens. Im März 2008 wechselte er schließlich in seine aktuelle Position als Professor für Systematische Botanik und Pflanzengeographie an der Freien Universität Berlin und Leitender Direktor des Botanischen Gartens und Botanischen Museums Berlin-Dahlem der Freien Universität und löste damit Werner Greuter ab.
Der Forschungsschwerpunkt von Thomas Borsch liegt in der Evolution der Blütenpflanzen sowie der Entstehung biologischer Diversität anhand von verschiedenen Modellgruppen wie den Fuchsschwanzgewächsen (Amaranthaceae) und den Seerosengewächsen (Nymphaeaceae). Zudem beschäftigt er sich mit der Morphologie und Ultrastruktur des Pollens und dem Schutz und der nachhaltigen Nutzung biologischer Diversität und genetischer Ressourcen.